# Двигатель Nissan VH
Nissan VH — серия бензиновых двигателей внутреннего сгорания объёмом 4,1 л (4130 см3) и 4,5 л (4494 см3), выпускавшихся компанией Nissan с 1989 по 2001 год.

## VH45DE
VH41DE является 4,5-литровым (4494 см3) двигателем, который впервые был представлен в ноябре 1989 года на Nissan Cima. Также двигатель устанавливался на Nissan President, который дебютировал в конце 1990 года. Мощность двигателя составляет 206 кВт (280 л. с.) при 6000 об/мин, а крутящий момент — 400 Н⋅м при 4000 об/мин. Красная зона 6900 об/мин. С 1990 по 1995 год двигатель оснащался изменяемым газораспределением VTC. В 1996 году двигатель был исключён из рынка США, а на японском рынке двигатель устанавливался на Nissan President до 2001 года.

### Устанавливался на
- 1990—1996 Infiniti Q45, 276 л. с. (206 кВт) при 6000 об/мин, 400 Н⋅м при 4000 об/мин
- 1990—2002 Nissan President, 270 л. с. (199 кВт) при 5600 об/мин, 394 Н⋅м при 4000 об/мин[6][7]

## VH41DE
VH41DE является 4,1-литровым (4130 см3) двигателем на базе VH45DE. Его диаметр цилиндра и ход поршня составляют 93 мм × 76 мм. Мощность составляет 199 кВт (266 л. с.) при 5600 об/мин, а крутящий момент — 371 Н⋅м при 4000 об/мин.

### Устанавливался на
- 1997—2001 Infiniti Q45, 266 л. с. (199 кВт), 371 Н⋅м
- 1992—1996 Nissan Leopard, 266 л. с. (199 кВт), 371 Н⋅м
- 1991—1996 Nissan Cima FY32, 266 л. с. (199 кВт), 371 Н⋅м[9][10]
- 1996—2001 Nissan Cima FY33, 266 л. с. (199 кВт), 377 Н⋅м[11]